# 马氏宗祠 (惠东县)
马氏宗祠，位于中国广东省惠州市惠东县高潭镇公梅村，为惠东县的一个县级文物保护单位，类型为近现代重要史迹及代表性建筑，公布时间为1987年。
马氏宗祠建于1945年。